# 로열 블러드
로열 블러드(Royal Blood)는 영국 록 듀오 밴드로, 2012년 영국 브라이턴에서 결성됐다. 로열 블러드는 울부짖는 듯한 보컬과 맹렬한 드럼, 베이스를 통해 격한 리듬과 섬세한 디테일을 함께 선사한다. 그들은 퀸스 오브 더 스톤 에이지와 레드 제플린, 그리고 초기 블루스 개척자들의 혈통을 이어받았다.

## 배경
로열 블러드가 현재의 형태로 결성된 때는 2013년이다. 십대 시절부터 친구인 마이크 커와 벤 대처로 멤버가 구성되어 있다. 2013년 여름, 아크틱 몽키스의 드러머 맷 헬더스가 글라스톤베리 페스티벌 공연 중 로열 블러드를 응원하는 티셔츠를 입어 화제가 되기도 했다. 2013년 11월 11일, 로열 블러드는 그들의 데뷔 싱글 'Out of the Black'을 발매했고, B-side로 'Come On Over'를 함께 공개했다.
로열 블러드는 2014년 2월 11일 그들의 두 번째 싱글 'Little Monster'를 발매했다. 그들의 놀라운 데뷔 싱글 'Little Moster'는 여러 차례 영국 전역에 방송되었고, B-side 곡이었던 'Come On Over' 역시 많은 주목을 받았다. NME, Clash, DIY를 비롯한 매체들이 로열 블러드를 극찬했고, 그들은 록밴드로는 유일하게 BBC Sound of 2014의 후보에 올랐다. 그들이 존경하는 밴드 아크틱 몽키스와 포올스 역시 로열 블러드에게 지지를 표했다. 로열 블러드는 8월 25일, 드디어 자신들의 이름을 건 데뷔앨범 [Royal Blood]를 발매한다. 지금껏 발매한 싱글 ‘Little Monster’와 ‘Come On Over’를 포함하는 이 앨범은, 울부짖는 듯한 보컬과 맹렬한 드럼, 베이스가 함께 격한 리듬과 섬세한 디테일을 선사한다.
이 거대한 사운드의 벽은 고작 두 남자가 만들어내는 것이다. 마이크 커는 원한에 찬 가사들을 울부짖으며 동시에 베이스로 여러 명의 베이시스트가 연주한다고 착각할만한 풍부한 사운드를 낸다. 드러머 벤 대처는 어린 데이브 그롤을 보는 듯한 절제된 공격성을 더한다. 로열 블러드는 맹렬한 록앤롤 음악의 본질을 빠른 멜로디와 고조되는 훅을 다루는 그들의 선천적인 능력으로 다듬었다.
마이크 커는 이 엄청난 음악적 발견을 220파운드짜리 작은 베이스기타를 치다가 발견한 ‘세 개의 앰프와 페달의 비밀 코드’라고만 밝혔다. 더 비싼 악기들도 역시 다루어 봤지만 싸구려 악기가 내는 야수 같은 사운드는 낼 수가 없었다고 한다. 로열 블러드는 자신들이 듀오이기 때문에 더 많은 창의적인 아이디어를 끌어내야 했다고 말한다.
커와 대처(는 십대 시절에 만나 쭉 함께 음악을 해왔다. 커는 베이스와 페달&앰프의 독특한 조합을 찾아내기 전까지, 다양한 악기로 실험을 해왔고, 대처는 6살 생일 때 드럼키트를 선물 받은 이후로 계속해서 드럼만을 고집해왔다.
로열 블러드는 2014년 3월 텍사스 주, 오스틴의 사우스 바이 사우스웨스트, 5월 리버풀 사운드 시티 페스티벌과 글라스고에 있는 BBC Radio 1's Big Weekend 6월 다운로드 페스티벌, 2014년 글래스톤베리 페스티벌에서 공연했다. 그들은 7월 티 인더 파크에서 공연했으며, 오는 8월 레딩과 리즈 페스티벌에서 공연 할 예정이다.

## 밴드 멤버
- 마이크 커 – 리드 보컬, 베이스 기타(2013–현재)
- 벤 대처 – 드럼(2013–현재)

## 디스코그래피

### 앨범
| 제목                                           | 정보                                                                              | 최고 차트 순위 | 최고 차트 순위 | 최고 차트 순위 | 최고 차트 순위 | 최고 차트 순위 | 최고 차트 순위 | 최고 차트 순위 | 최고 차트 순위 | 최고 차트 순위 | 최고 차트 순위 | 최고 차트 순위 | 최고 차트 순위 | 판매량                                             | 인증         |
| 제목                                           | 정보                                                                              | UK             | AUS            | BEL            | CAN            | DEN            | FRA            | GER            | IRL            | NLD            | NZ             | SWI            | US             | 판매량                                             | 인증         |
| ---------------------------------------------- | --------------------------------------------------------------------------------- | -------------- | -------------- | -------------- | -------------- | -------------- | -------------- | -------------- | -------------- | -------------- | -------------- | -------------- | -------------- | -------------------------------------------------- | ------------ |
| Royal Blood                                    | - 발매일: 2014년 8월 25일 - 레이블: 워너 브라더스 - 포맷: 디지털 다운로드, CD, LP | 1              | 3              | 11             | —              | 18             | 48             | 40             | 1              | 13             | 6              | 6              | 30             | - UK: 66,000 - FR: 7,359 - US: 10,297 - WW: 95,000 | - UK: Silver |
| "—"는 차트에 진입하지 않았거나, 발매되지 않음. |                                                                                   |                |                |                |                |                |                |                |                |                |                |                |                |                                                    |              |

### 싱글
| 연도                                           | 싱글               | 최고 차트 순위 | 최고 차트 순위 | 최고 차트 순위 | 최고 차트 순위 | 최고 차트 순위 | 최고 차트 순위 | 앨범        |
| 연도                                           | 싱글               | UK             | UK Rock        | US Rock        | US Alt.        | US Main.       | CAN Rock       | 앨범        |
| ---------------------------------------------- | ------------------ | -------------- | -------------- | -------------- | -------------- | -------------- | -------------- | ----------- |
| 2013                                           | "Out of the Black" | 78             | 1              | 47             | 31             | 2              | 35             | Royal Blood |
| 2014                                           | "Little Monster"   | 74             | 1              | —              | —              | —              | —              | Royal Blood |
| 2014                                           | "Come On Over"     | 68             | —              | —              | —              | —              | —              | Royal Blood |
| 2014                                           | "Figure It Out"    | 50             | —              | —              | —              | 18             | 41             | Royal Blood |
| "—"는 차트에 진입하지 않았거나, 발매되지 않음. |                    |                |                |                |                |                |                |             |

### EP
| 연도 | EP 정보                                                                               |
| ---- | ------------------------------------------------------------------------------------- |
| 2014 | Out of the Black (US Only) - 발매일: 2014년 - 레이블: 워너 브라더스 레코드 - 포맷: EP |